# Super Mario Bros. (film)
Cet article concerne le film de 1993. Pour les films d'animation de 1986 et 2023, voir Super Mario Bros.: Peach-Hime Kyushutsu Dai Sakusen! et Super Mario Bros., le film.
Pour les articles homonymes, voir Super Mario Bros. (homonymie).
Pour plus de détails, voir Fiche technique et Distribution.
Super Mario Bros. est un film américain réalisé par Rocky Morton et Annabel Jankel, sorti en 1993. Il s'agit d'une adaptation « libre » de la série de jeux vidéo Super Mario ainsi que le premier film en prise de vues réelles inspiré d'un jeu vidéo.

## Synopsis
Les frères Mario et Luigi sont deux plombiers italo-américains de Brooklyn. Ils se retrouvent transportés dans une autre dimension, où ils doivent affronter Bowser, dictateur d'un peuple constitué de dinosaures ayant évolué en humains. Bowser enlève Daisy, jeune paléontologue qui détient une pierre possédant un pouvoir mystérieux.

## Fiche technique
Sauf indication contraire, les informations mentionnées dans cette section peuvent être confirmées par la base de données cinématographiques IMDb,  présente dans la section « Liens externes ».
- Réalisation : Rocky Morton et Annabel Jankel, avec la participation non créditée de Roland Joffé
- Scénario : Parker Bennett, Terry Runte et Ed Solomon, d'après la série de jeux vidéo Super Mario de Nintendo, conçue par Shigeru Miyamoto
- Direction artistique : Walter P. Martishius
- Décors : David L. Snyder
- Costumes : Joseph A. Porro
- Photographie : Dean Semler
- Montage : Mark Goldblatt
- Musique : Alan Silvestri
- Production : Jake Eberts et Roland Joffé
  - Coproducteur : Fred C. Caruso
  - Producteur associé : Brad Weston
- Sociétés de production : Cinergi Pictures, Hollywood Pictures, Allied Filmmakers et Lightmotive
- Distribution : Hollywood Pictures (Etats-Unis), Pathé Distribution (France)
- Budget : 48 millions de dollars[2]
- Langue originale : anglais
- Genre : fantastique, film d'aventure
- Durée : 104 minutes
- Dates de sortie[3] :
  - États-Unis : 28 mai 1993
  - France : 23 juin 1993
  - Canada : 28 mai 1993

## Distribution
- Bob Hoskins (VF : Daniel Russo) : Mario
- John Leguizamo (VF : Emmanuel Curtil) : Luigi
- Dennis Hopper (VF : Dominique Collignon-Maurin) : Koopa
- Samantha Mathis (VF : Claire Guyot) : Princesse Daisy
- Fisher Stevens (VF : Pascal Renwick) : Iggy
- Richard Edson (VF : Michel Dodane) : Spike
- Fiona Shaw (VF : Perrette Pradier) : Lena
- Dana Kaminski : Daniella
- Mojo Nixon (en) (Humain) et John Fifer (Goomba) : Toad
- Gianni Russo (VF : Benoît Allemane) : Scapelli
- Lance Henriksen (VF : Benoît Allemane) : Le roi (père de Daisy)
- Francesca Roberts : Bertha
- Sylvia Harman : La vieille dame
- Desiree Marie Velez (en) : Angelica
- Andrea Powell, Heather Pendergast et Melanie Salvatore : Les filles de Brooklyn
- Don Lake : Le sergent Simon
- Terry Finn (en) : La fille du vestiaire
- Harry Murphy et Patt Noday : Les journalistes
- Matthew Zachary Hopkins : Le livreur de pizza
- Preston Lane : James
- Alan McCoy, Jeff Pillars (en) et Kevin West : Les techniciens de dé-évolution
- Thomas Merdis, Michael Lynch et Wallace Merck : Goomba
- Dan Castellaneta (VF : Henri Courseaux) : Le narrateur
- Robert D. Raiford (VF : René Beriard) : Le présentateur T.V.
- Frank Welker : Yoshi, Goomba (voix des créatures)

## Production
Le film a été tourné dans la ville de Wilmington en Caroline du Nord.
Le rôle de Mario était à l'origine prévu pour Danny DeVito[réf. nécessaire], tandis que celui de Koopa a été refusé par Kevin Costner et Michael Keaton.

## Bande originale
L'album de la bande originale est commercialisé par Capitol Records en 1993. Il ne contient aucune des compositions originales d'Alan Silvestri (qui seront plus tard publiées en bootleg). L'album contient notamment deux morceaux du groupe pop rock suédois Roxette. Le single, Almost Unreal, était initialement prévu pour le film Hocus Pocus. Ce changement ne sera pas du goût de Per Gessle, cofondateur du groupe.
| Liste des titres | Liste des titres                             | Liste des titres                                            | Liste des titres                       | Liste des titres | Liste des titres | Liste des titres | Liste des titres | Liste des titres | Liste des titres |
| No               | Titre                                        | Auteur                                                      | Interprètes                            | Durée            |                  |                  |                  |                  |                  |
| ---------------- | -------------------------------------------- | ----------------------------------------------------------- | -------------------------------------- | ---------------- | ---------------- | ---------------- | ---------------- | ---------------- | ---------------- |
| 1.               | Almost Unreal                                | Per Gessle                                                  | Roxette                                | 3:59             |                  |                  |                  |                  |                  |
| 2.               | Love Is the Drug (reprise de Roxy Music)     | Bryan Ferry, Andy Mackay                                    | Divinyls                               | 4:35             |                  |                  |                  |                  |                  |
| 3.               | Walk the Dinosaur (reprise de Was (Not Was)) | Randy Jacobs, David Was, Don Was                            | George Clinton & The Goombas           | 4:06             |                  |                  |                  |                  |                  |
| 4.               | I Would Stop the World                       | Mick Leeson, Peter Vale                                     | Charles & Eddie                        | 4:24             |                  |                  |                  |                  |                  |
| 5.               | I Want You                                   | Donnie Wahlberg                                             | Marky Mark and the Funky Bunch         | 6:11             |                  |                  |                  |                  |                  |
| 6.               | Where Are You Going?                         |                                                             | Extreme                                | 4:34             |                  |                  |                  |                  |                  |
| 7.               | Speed of Light                               | Joe Satriani                                                | Joe Satriani                           | 5:10             |                  |                  |                  |                  |                  |
| 8.               | Breakpoint                                   | Dave Mustaine, David Ellefson, Nick Menza                   | Megadeth                               | 3:29             |                  |                  |                  |                  |                  |
| 9.               | Tie Your Mother Down                         | Brian May                                                   | Queen                                  | 3:46             |                  |                  |                  |                  |                  |
| 10.              | Cantaloop (Flip Fantasia)                    | Herbie Hancock, Rahsaan Kelly, Mel Simpson, Geoff Wilkinson | Us3 feat. Rahsaan & Gerrard Prescencer | 4:29             |                  |                  |                  |                  |                  |
| 55:16            |                                              |                                                             |                                        |                  |                  |                  |                  |                  |                  |

| Titres bonus - hors États-Unis et Canada | Titres bonus - hors États-Unis et Canada | Titres bonus - hors États-Unis et Canada                 | Titres bonus - hors États-Unis et Canada | Titres bonus - hors États-Unis et Canada | Titres bonus - hors États-Unis et Canada | Titres bonus - hors États-Unis et Canada | Titres bonus - hors États-Unis et Canada | Titres bonus - hors États-Unis et Canada | Titres bonus - hors États-Unis et Canada |
| No                                       | Titre                                    | Auteur                                                   | Interprètes                              | Durée                                    |                                          |                                          |                                          |                                          |                                          |
| ---------------------------------------- | ---------------------------------------- | -------------------------------------------------------- | ---------------------------------------- | ---------------------------------------- | ---------------------------------------- | ---------------------------------------- | ---------------------------------------- | ---------------------------------------- | ---------------------------------------- |
| 11.                                      | Don't Slip Away                          | Tracie Spencer, Narada Michael Walden, Sylvester Jackson | Tracie Spencer                           | 5:19                                     |                                          |                                          |                                          |                                          |                                          |
| 12.                                      | 2 Cinnamon Street                        | Per Gessle                                               | Roxette                                  | 5:06                                     |                                          |                                          |                                          |                                          |                                          |
| 55:16                                    |                                          |                                                          |                                          |                                          |                                          |                                          |                                          |                                          |                                          |

## Accueil
Le film est un échec critique, bien qu'il mette en scène des acteurs de réputation tels que Bob Hoskins, John Leguizamo et Dennis Hopper. Les critiques et le public reprocheront le scénario trop léger, le jeu d'acteur caricatural, voire ridicule, et le manque de fidélité par rapport au jeu vidéo original. Sur Rotten Tomatoes, le film n'obtient que 15% d'avis positifs. L'accueil est tout aussi mauvais sur Allociné, le public lui attribuant une note de 1,5/5, basée sur 1428 notes. Au box office, il sera un grave échec, ne rapportant que 39 millions de dollars à travers le monde, alors qu'il en a coûté 48 millions.
Il réalisera 391 800 entrées en France.

## Anecdotes et clins d’œil aux jeux vidéo
- Des bâtiments et des néons s'appellent "Boo Didley", "Boom Boom bar", "Bullet Bill", "Fire Snake", "Fishbone", "Fry Guy Flamethrowers", "Hammer Bros Tattoos", "Ostro", "Rexx", "Sparky", "Thwomp Stompers" et "Wiggler Malt Liquor".
- Une Bob-omb a une présence importante à la fin du film, et les Banzai Bill servent de recharge aux super bottes de Mario et Luigi.
- Les Goombas du film n'ont pas la même apparence que leurs homologues du jeu. À l'origine des créatures à l'apparence de champignons, ce sont ici des humanoïdes dont la tête a été désévoluée jusqu'à ce qu'elle prenne un aspect reptilien. Cette apparence est même l'inverse de celle du jeu (dans le jeu, les Goombas ont une grande tête et un petit corps alors que dans le film, ils ont une petite tête et un grand corps).
- Les deux hommes de main, cousins de Koopa, qui enlèvent Daisy, s'appellent Iggy et Spike. Iggy est un des Koopalings et Spike est un ennemi de Mario dans Super Mario Bros. 3.
- Au commissariat de police, Koopa fait croire aux plombiers qu'il est l'avocat Larry Lazard. Larry est le nom d'un des Koopalings.
- Scapelli est inspiré de Foreman Spike, l'ennemi de Mario dans le jeu Wrecking Crew. Il est désévolué en singe par Koopa.
- Les champignons qui, dans les jeux, font grandir les plombiers jouent un rôle très important dans le film. L'ancien roi a été transformé en mycose poussant sur toute la ville, et Mario se protège de Koopa avec un champignon qui gonfle.
- Dans le film, Yoshi ressemble plus à un véritable dinosaure (Il ressemble à un petit Tyrannosaure) que son homologue dans le jeu. Néanmoins, il possède une longue langue de caméléon comme dans le jeu.
- Lorsque Mario, Luigi, Iggy et Spike entrent dans le club, on peut observer très rapidement sur la droite de l'écran une personne déguisé en Mario du jeu vidéo (casquette et haut rouge, salopette bleue)
- Au bar, Mario danse avec une dame corpulente qui se nomme Big Bertha. Big Bertha est le nom du poisson géant ayant la capacité de dévorer Mario et Luigi dans Super Mario Bros. 3 .
- On entend le thème principal du jeu Super Mario Bros. au tout début du film, juste avant la première scène sur les dinosaures.
- Lorsque Mario enclenche ses super bottes pour s'évader du club, on peut entendre le même son que lorsque l'on meurt dans le jeu Super Mario Bros..
- La princesse Peach est absente de ce film. En effet, il s'agit ici de sauver la Princesse Daisy. Princesse qui, à partir de son retour dans Mario Tennis sera en couple Luigi pour compenser celle de Mario et Peach. Son apparence dans le film est, comme pour les Goombas, l'inverse de celle dans le jeu (Daisy a des cheveux bruns et porte une robe jaune alors que dans le film, elle porte une robe rose et a des cheveux blonds, comme Peach).
- Mario prononce son célèbre « Mamma Mia » en arrivant devant la tour de Koopa.
- La fin du tunnel par laquelle Mario et Luigi arrivent dans le désert est un tuyau, comme ceux du jeu.
- Après la victoire sur Koopa, on peut voir Luigi faire un V avec ses doigts. C'est un signe de la main récurrent dans les jeux Mario.
- La manière dont on nous montre le roi désévolué à côté de son trône (et lorsqu'il reprend forme humaine) rappelle les rois transformés en animaux par la famille Koopa dans Super Mario Bros. 3.
- Le nom de Toad le musicien a été traduit par Crapaud en VF.
- Le rôle du Goomba gentil qui aide la princesse Daisy était à l'origine un autre personnage nommé Hark, avant que ce personnage soit fusionné avec celui de Toad.
- Les pistolets de dé-évolution utilisés par les Goombas ressemblent fortement au Nintendo Scope, un accessoire en forme de fusil pour la Super Nintendo.